# Statistieken over irrigatie

Aandeel van landbouwgrond dat geïrrigeerd is (2015)

Dit artikel geeft statistische gegevens over irrigatie en bevloeiing van landbouwgrond in de wereld.
Irrigatie is de kunstmatige winning en verdeling van water op projectniveau met het oog op toediening van water op veldniveau aan landbouwgewassen wanneer de regen schaars is.

## Irrigatieareaal

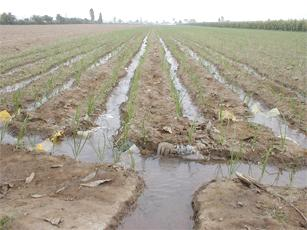
Vorenirrigatie

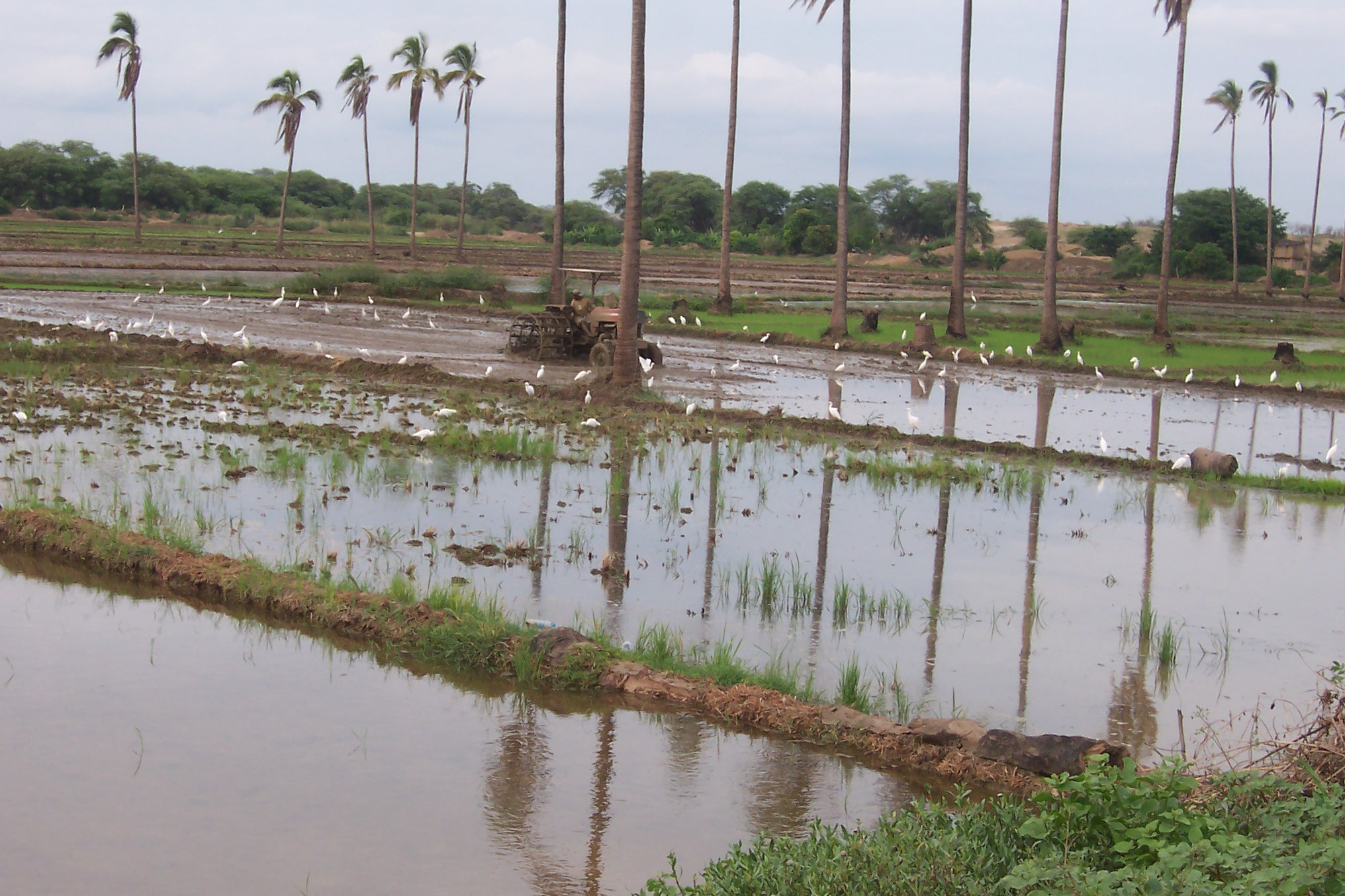
Kommenirrigatie voor rijst

De volgende tabel geeft een overzicht van geïrrigeerde arealen in de wereld in 2003.
Alleen de landen met meer dan 10 miljoen ha geïrrigeerd (bevloeid) land zijn vermeld.
|          | Areaal (106ha) |
| -------- | -------------- |
| India    | 57             |
| China    | 54             |
| Pakistan | 19             |
| Azië (*) | 188            |
| VS       | 22             |
| Wereld   | 277            |

(*) India, China en Pakistan inbegrepen
Er zijn 4 landen met 5 tot 10 miljoen ha geïrrigeerd land: Iran (7,7), Mexico (6,3), Turkije (5,1) en Thailand (5,0).
De 16 landen met 2 tot 5 miljoen ha geïrrigeerd land zijn: Bangladesh (4,7), Rusland (4,5), Indonesië (4,5), Oezbekistan (4,3), Spanje (3,8), Brazilië (3,5), Irak (3,5), Egypte (3,4), Roemenië (3,0), Vietnam (3,0), Italië (2,8), Frankrijk (2,6), Australië (2,6), Japan (2,6), Oekraïne (2,3), en Kazachstan (2,1).

## Areaal per bevloeiingsmethode op veldniveau
Van het totale areaal wordt, op veldniveau, 94% geïrrigeerd door oppervlakte-irrigatie of bevloeiing, waarbij het irrigatiewater onder zwaartekracht over het veld loopt.
Van de overige 6% wordt het merendeel op veldniveau geïrrigeerd met energie-intensieve en duurdere waterdruktechnieken zoals gietdarmirrigatie, beregening, cirkelirrigatie, druppelirrigatie, waaraan pompen en buizenstelsels te pas komen. De Verenigde Staten nemen hiervan het leeuwendeel voor hun rekening. Vaak is het water bij deze vorm van bevloeiing op projectniveau gewonnen door het oppompen van grondwater uit putten. Echter, de winning van grondwater voor irrigatie op projectniveau kan ook gepaard gaan met zwaartekrachtbevloeiing op veldniveau.
In relatief geringe mate wordt ondergrondse irrigatie toegepast, waarbij het water uit sloten of buizen zijwaarts de grond indringt. In Nederland gebeurt dat in een droge periode met weinig neerslag door het polderpeil te verhogen en het water via het drainagesysteem de grond te laten binnendringen. Tot deze categorie behoort ook de getijdenirrigatie, die toegepast wordt in het laagste deel van een rivier waar getijdenbeweging merkbaar is, waarbij het water bij vloed door sloten vanaf de rivier het land in wordt geleid en vanuit de sloten de bodem binnendringt.
In zeer geringe mate worden ook arbeidsintensieve methoden gebruikt zoals begieten en het regelmatig bijvullen van ingegraven poreuze potten van waaruit het water de bodem indringt.
De 96% oppervlaktebevloeiing kent de volgende veel gebruikte methoden van spreiding van water over het veld nadat het via een inlaatsysteem is toegelaten:

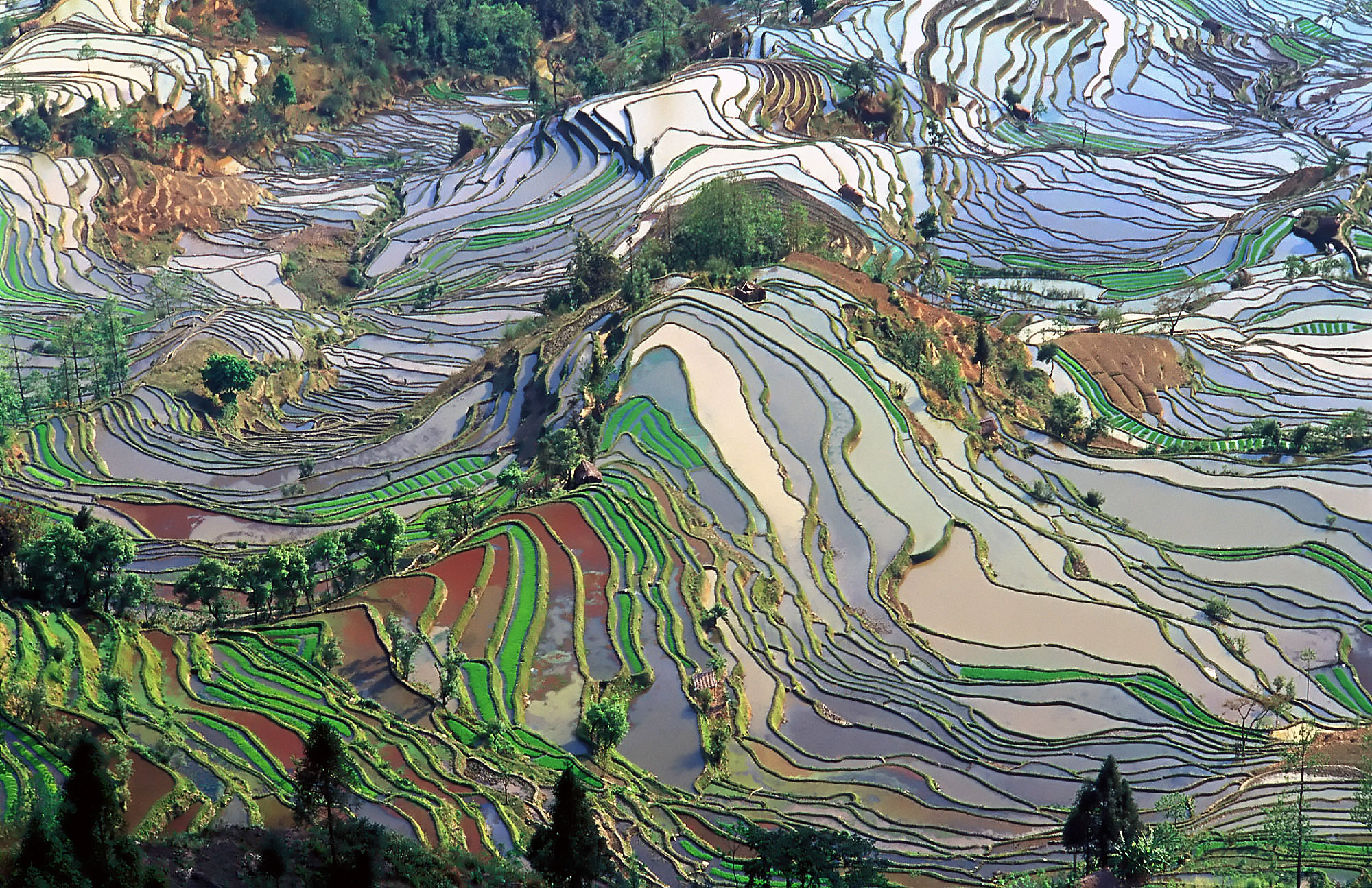
Terrasrijstvelden in de provincie Yunnan in China.

1. wilde irrigatie, bevloeiing zonder veel sturing van het water. Dit gebeurt wel in droge, bergachtige gebieden waar de kleine riviertjes (wadi's) plotseling veel water aanvoeren na een uitzonderlijke regenbui.
2. vloedvlakte-irrigatie, waarbij dammetjes en dijkjes worden aangelegd om het vloedwater van een rivier op te vangen en gelegenheid te geven de bodem in te zijgen. Er bestaan twee vormen van: (1) in de bergachtige gebieden genoemd onder wilde irrigatie, (2) in vlakke riviervalleien in droge gebieden, waar de rivier soms buiten de oevers treedt.[3]
3. hellingirrigatie, waarbij het water over een licht hellend veld loopt en onderwijl de bodem inzijgt. De twee belangrijkste technieken hierbij zijn vorenirrigatie en strokenirrigatie.[4] Voor beperking van irrigatieverliezen naar de ondergrond en ter verbetering van de irrigatie-efficiëntie is het veld van tevoren zodanig bewerkt dat in de langsrichting een regelmatige helling is verkregen. Bij strokenirrigatie is het veld ook in de dwarsrichting geëgaliseerd.
4. vlakkenirrigatie,[4] waarbij het water op land wordt gezet in vlakken die waterpas zijn gemaakt (zoals "kommen" of "bassins" omringd door dijkjes in vlakke gebieden, en "terrassen" in hellende gebieden), al dan niet geholpen door "groeven", zoals bij de bevloeiing van granen gebeurt.

De aanleg van de spectaculaire terrassen langs de berghellingen voor de bevloeiing van natte rijst heeft veel inspanning gekost.
Rijstvelden worden vaak continu bevloeid, waarbij een relatief geringe waterstroming het inlaatsysteem bij voortduring passeert om er voor te zorgen dat het veld onder water blijft staan. Droge rijst en andere landbouwgewassen worden periodiek geïrrigeerd (typisch eens per 10 dagen, maar de perioden kunnen variëren van 5 tot 30 dagen, en zelfs worden ook wel eenmalige irrigaties gegeven). Bij periodieke irrigatie moet de bodem voldoende bergingsvermogen bezitten om de planten van water te voorzien in de tijd tussen de irrigatiebeurten.

## Groei van het areaal
Van het midden van de jaren vijftig van de 20e eeuw tot het midden van de jaren zeventig was de jaarlijkse toename van het geïrrigeerde areaal bijna 3%. Van 1970 tot 1982 groeide het areaal met 2% per jaar en van 1982 tot 1994 met 1,3% per jaar. De groei is aan het afnemen.
De volgende tabel geeft de irrigatieontwikkeling in de wereld tussen 1955 en 1983 met onderscheid tussen ontwikkelde landen en ontwikkelingslanden.
|                     | 1955     | 1955   | 1983     | 1983   | Toename    | Toename |
| 106 ha              | % van WT | 106 ha | % van WT | 106 ha | % van 1955 |         |
| ------------------- | -------- | ------ | -------- | ------ | ---------- | ------- |
| Ontwikkelde landen  | 28       | 23     | 61       | 29     | 33         | 118     |
| Ontwikkelingslanden | 93       | 77     | 152      | 71     | 59         | 63      |
| Wereld totaal (WT)  | 121      | 100    | 213      | 100    | 92         | 76      |
| India+Pakistan      | 33       | 27     | 55       | 26     | 22         | 67      |
| China               | 31       | 26     | 45       | 21     | 14         | 45      |

Relatief hebben de ontwikkelde landen een snellere vooruitgang geboekt dan de ontwikkelingslanden.

## Watergebruik
Wereldwijd gebruiken irrigatiesystemen ongeveer 3500 km³ water per jaar, waarvan 74% door de gewassen wordt verdampt. Dit is ruwweg 80% van het totale watergebruik door de wereldbevolking (zo'n 4400 km³ per jaar).
Het watergebruik voor irrigatie is 25% van de jaarlijkse beschikbare wateraanvoer (14000 km³) en 9% van de totale jaarlijkse rivierafvoeren (40000 km³) in de hydrologische cyclus.
Hierbij valt te bedenken dat de rivierafvoeren voor het grootste deel voorkomen in gebieden regenklimaten, ver verwijderd van de gebieden in droge klimaten waar het irrigatiewater meer van pas komt. In de droge gebieden zijn de rivierafvoeren ongeveer 8600 km³. In vergelijking daarmee is het jaarlijkse watergebruik voor irrigatie 40%
|                               | irrigatie gebruik | alle gebruik | bruikbare aanvoer | totale aanvoer |
| ----------------------------- | ----------------- | ------------ | ----------------- | -------------- |
| Waterhoeveelheden in km³/jaar | 3 500             | 4 400        | 14 000            | 40 000         |
| Irrigatie als percentage (%)  | 100               | 80           | 25                | 9              |

Van het totale wereldwijd geïrrigeerde areaal is 38% uitgerust met een systeem voor irrigatie met grondwater, vooral in India (39 million ha), China (19 million ha) en de Verenigde Staten van Amerika (17 million ha). Het totale gebruik van grondwater voor irrigatie wordt geschat op 545 km³/jaar. Overmatige onttrekking van grondwater kan uitputting van de grondwatervoorraad veroorzaken.

## Economische betekenis
Het geïrrigeerde areaal beslaat wereldwijd ongeveer 16% van het totale landbouwareaal, maar de gewasopbrengst is zo'n 40% van de totale opbrengst. De productiviteit van geïrrigeerd land is dus 3,6 maal dat van niet-geïrrigeerd land. De geldwaarde per ha van gewasopbrengsten van geïrrigeerd land is ruwweg 6,6 maal dat van niet-geïrrigeerd land. In geïrrigeerd land worden gewassen verbouwd met een hogere marktwaarde.